# Earls Court 1975
Earls Court 1975 - seria pięciu koncertów brytyjskiego zespołu rockowego Led Zeppelin, które odbyły się w Earls Court Arena w Londynie w maju 1975 r. Ze względu na bardzo duże zainteresowanie publiczności, zespół łącznie zagrał serię 5 koncertów (choć początkowo planowano tylko 3) w dniach: 17, 18, 23, 24 i 25 maja.

## Program koncertów
1. "Rock and Roll" (Page, Plant, Jones, Bonham)
2. "Sick Again" (Page, Plant)
3. "Over the Hills and Far Away" (Page, Plant)
4. "In My Time of Dying" (Page, Plant, Jones, Bonham)
5. "The Song Remains the Same" (Page, Plant)
6. "The Rain Song" (Page, Plant)
7. "Kashmir" (Bonham, Page, Plant)
8. "No Quarter" (Page, Plant, Jones)
9. "Tangerine" (Page)
10. "Going To California" (Page, Plant)
11. "That's the Way" (Page, Plant)
12. "Bron-Yr-Aur Stomp" (Page, Plant, Jones)
13. "Trampled Under Foot" (Page, Plant, Jones) - z wykorzystaniem fragmentu "Gallows Pole"
14. "Moby Dick" (Bonham)
15. "Dazed and Confused" (Page)  - z wykorzystaniem fragmentów utworów: "Woodstock" i "San Francisco (Be Sure to Wear Flowers in Your Hair")
16. "Stairway To Heaven" (Page, Plant)

Bisy:
1. "Whole Lotta Love" (Bonham, Dixon, Jones, Page, Plant) (z wykorzystaniem fragmentu utworu "The Crunge")'
2. "Black Dog" (Page, Plant, Jones)

Do powyższych bisów na ostatnim koncercie w Earls Court 25 maja zespół dodał utwory: "Heartbreaker" (Bonham, Page, Plant) i "Communication Breakdown" (Bonham, Jones, Page). Ten drugi utwór zespół połączył z fragmentem utworu "D'yer Maker".